# Боргонато (Бреша)
Боргонато је насеље у Италији у округу Бреша, региону Ломбардија.
Према процени из 2011. у насељу је живело 532 становника. Насеље се налази на надморској висини од 208 м.